# Gewohnheits- und Sakralrechtswesen im antiken Rom

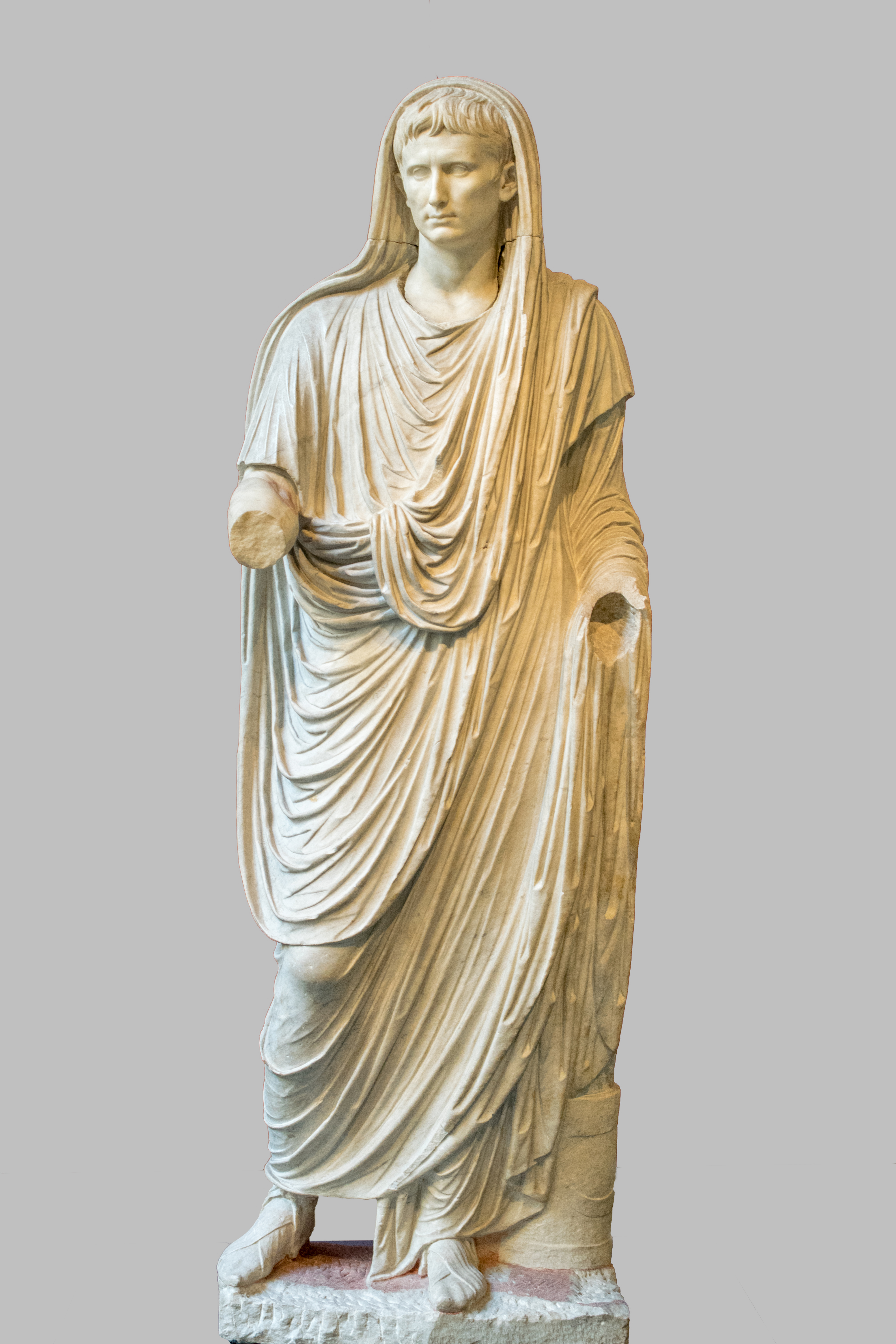
Augustus als Pontifex maximus, der in diesem Amt den Wert und die Bedeutung des mos maiorum als Fundament seiner rechtlichen und politischen Legitimation hervorheben wollte

Das Gewohnheits- und Sakralrechtswesen im antiken Rom, dessen Ursprung zu Beginn der Königszeit lag, beruhte auf formlosem Gewohnheitsrecht, das man als eine von den Göttern vorgegebene Ordnung ansah. Der mos maiorum (der Väter Sitte) war den Römern heilig, da er auf lang dauernder Übung (longa et inveterata consuetudo) und auf allgemeinem Konsens (consensus omnium) beruhte. Diese unverrückbare Sitte ordnete zum einen die Verhältnisse innerhalb eines Familienverbandes und zum anderen ermöglichte es das geregelte Zusammenleben in einer Bürgergemeinde. Ebenso war anerkannt, dass veraltetes Recht durch dauerhafte Nichtanwendung (desuetudo) außer Kraft gesetzt werden konnte (derogierendes Gewohnheitsrecht). Eine Theorie des Gewohnheitsrechtes wurde andererseits nie entwickelt. Wer sich bei einem Rechtssatz auf den mos maiorum berief, artikulierte keinen aktuellen Geltungsgrund, er bezeichnete seine historische Herkunft. Die klassischen Juristen behandelten das Gewohnheitsrecht infolgedessen als vorgegeben und hatten es nach ihrem Verständnis durch interpretatio weiterzubilden.
Die Rechtsprechung innerhalb des Familienverbands oblag einem Hausgericht, das unter dem Vorsitz des Familienoberhaupts (pater familias) stand. Er verfügte aufgrund seiner patria potestas über eine nahezu unbegrenzte Gewalt. Diese Autorität konnte nur bei gravierendem Missbrauch, etwa der unberechtigten Tötung oder Verstoßung, sakralrechtlich eingeschränkt und sanktioniert werden. Solche Handlungen wurden als Sakrileg (nefas) gegen die Schutzgottheit angesehen. Der Frevler wurde für friedlos erklärt, da er der Rache der Götter (sacer) verfallen war.
Die frühzeitliche Jurisdiktion in der religiös geprägten Gesellschaft, die anscheinend unter etruskischen und griechischen Einflüssen gestanden hatte, war beim König in seiner Doppelfunktionalität als oberster Staatspriester und als staatlicher Gerichtsherr arrangiert. Er hatte die sakralrechtliche Befugnis (auspicium), zur Urteilsfindung die Götterzeichen einzuholen (auspicatio). Das Priesterkollegium (pontifices) unterstützte den König bei der Deutung der göttlichen Zeichen. Der Rechtsstreit wurde dann, wenn eine rationale Lösung unmöglich erschien, durch ein Gottesurteil, vielleicht mittels eines rituellen Zweikampfs, entschieden. Sakral bestimmt waren, neben dem Gastrecht, die priesterlichen Satzungen zu Opfer- und Begräbnisriten. Öffentlich und säkular verfolgt wurden die Verbrechen gegen das Gemeinwesen wie der Hoch- und Landesverrat (perduellio). Nach Vertreibung des letzten Königs ging die Rechtsauslegung vollends auf den Pontifex maximus und auf das Priesterkollegium über. Dieses pontifikale Gremium unterstützte, wie zuvor den König, die staatlichen Gerichtsmagistrate bei der Rechtsfindung. Die Priesterschaft entwickelte für Anklage und Verteidigung verschiedene Spruchformeln (legis actio), die genauestens eingehalten werden mussten. Das Wissen und die Verfahrensabläufe um die legis actio wurde von der Priesterschaft streng gehütet und in einem Archiv aufgezeichnet. Eine fixierte Sammlung sakral- und zivilrechtlicher Satzungen wird dem legendären Sextus Papirius nachgesagt, der um 510 v. Chr. als pontifex maximus das ius papirianum und das ius civile papirianum verfasst haben soll.
Die deliktischen Ansprüche oder die vertragsrechtlichen Forderungen gegen Dritte, also Personen, die außerhalb des Rechtsraums einer Familiensippe (gens) standen, wurden in Eigeninitiative des oder der Geschädigten verfolgt und durchgesetzt. Um anarchischen Auswüchsen einer ausufernden Selbstjustiz entgegenzuwirken, wurde es zum Grundsatz, dass die Rechtsverletzung (iniuria) oder die Streitsache mit der Ladung des Beklagten (in ius vocatio) vor einem für den Einzelfall einzuberufenden Gericht reguliert wurden. Diese prinzipielle Handhabung blieb bis zum Ende des Römischen Reichs grundsätzlich erhalten. Mit der steigenden Anzahl von gleichartig beschiedenen Einzelfallentscheidungen (Fallrecht) bildeten sich einzelne Rechtsgebiete und Gerichtsverfahrensvorschriften mit streng einzuhaltenden Spruchformelverfahren heraus, die von der rechtskundigen Priesterschaft abgegrenzt und verbindlich festgelegt wurden.
Das altrömische Recht entwickelte sich aufgrund der Vielzahl gleichartig beschiedener Gerichtsentscheide in den vielen Einzelfällen von einem einfachen Gewohnheitsrecht zu einem bloßen Fallrecht, um schließlich in eine fallorientierte Präjudiz überzugehen. Diese Wandlung begünstigte die schriftliche Fixierung von abstrakten Lebenssachverhalten in rechtliche Tatbestände, die, neben politischen Gründen (Ständekämpfe), um 450 v. Chr. im Zwölftafelgesetz normiert wurden. Die Kodifikation der XII Tafeln beschränkte sich dabei nicht auf die schriftliche Fixierung überlieferten Gewohnheitsrecht, sondern erzeugten davon abweichendes neues Recht, ohne das Gewohnheitsrecht andererseits abzulösen. Das in der Zeit nach Diokletian sich etablierende Vulgarrecht war ebenfalls primär römisches Gewohnheitsrecht.
Schon zu Beginn der Römischen Republik neigte sich das Rechtswesen im antiken Rom von einer religiös bestimmten zu einer sachlich-juristisch und gutachterlich ausgerichteten Rechtsordnung hin. Die weltliche Rechtsfindung und -auslegung fiel einer sich ständig weiterentwickelnden, rechtskundigen kurulischen Rechtspflege zu, die rational und wissenschaftlich ausgerichtet war.
Das archaische Sakralrecht mit seinen Satzungen, Vorschriften und religiösen Verbrechenstatbeständen, wie dem Crimen incesti, verblieb in der Gerichtsbarkeit des fachkundigen Priesterkollegiums unter dem Vorsitz ihres Oberpriesters.